# Supercoupe de Russie de football 2014
La Supercoupe de Russie de 2014 est la douzième édition de la Supercoupe de Russie. Ce match de football a lieu le 26 juillet 2014 au stade Kouban de Krasnodar, en Russie.
Elle oppose l'équipe du CSKA Moscou, championne de Russie en 2013-2014 et tenante du titre de la supercoupe, à celle du FK Rostov, vainqueur de la Coupe de Russie 2013-2014.
Les règles du match sont les suivantes : la durée de la rencontre est de 90 minutes divisée en deux mi-temps de 45 minutes ; en cas de match nul à l'issue de ce temps réglementaire, deux mi-temps de prolongation d'une durée d'un quart d'heure chacune sont jouées suivi d'une séance de tirs au but si l'égalité persiste à l'issue de la prolongation. Trois remplacements sont autorisés pour chaque équipe.
La première mi-temps voit Rostov prendre l'avantage à la trente-septième minute par l’intermédiaire du défenseur Hrvoje Milić. Statiquement dominés, le CSKA met la pression sur les Rostoviens au cours de la deuxième période, et parviennent à égaliser grâce à Pontus Wernbloom à la cinquante-sixième minute de jeu. Les jaune et bleus sont de plus réduits à neuf quelques minutes plus tard, Alexandru Gațcan et Guélor Kanga devant quitter leurs partenaires à l'heure de jeu. Le club de l'armée en profite, prenant l'avantage grâce à Zoran Tošić à un quart d'heure de la fin avant d'assurer sa victoire par l'intermédiaire de Seydou Doumbia à la quatre-vingtième minute de jeu. Le CSKA l'emporte ainsi sur le score final de trois buts à un et remporte sa sixième supercoupe, la deuxième d'affilée.

## Feuille de match
| ·               |                      |     |
| Titulaires :    |                      |     |
|                 |                      |     |
| 35              | Igor Akinfeïev       |     |
| 2               | Mário Fernandes      |     |
| 4               | Sergueï Ignachevitch |     |
| 14              | Kirill Nababkine     |     |
| 24              | Vassili Bérézoutski  |     |
| 3               | Pontus Wernbloom     |     |
| 7               | Zoran Tošić          | 85e |
| 23              | Georgi Milanov       |     |
| 11              | Kirill Pantchenko    | 66e |
| 18              | Ahmed Musa           | 83e |
| 88              | Seydou Doumbia       |     |
|                 |                      |     |
| Remplaçants :   |                      |     |
| 17              | Vitinho              | 66e |
| 25              | Steven Zuber         | 83e |
| 23              | Dmitri Iefremov      | 85e |
|                 |                      |     |
| Entraîneur :    |                      |     |
| Leonid Sloutski |                      |     |

| ·               |                     |     |
| Titulaires :    |                     |     |
|                 |                     |     |
| 1               | Stipe Pletikosa     |     |
| 3               | Rouslan Abazov      |     |
| 5               | Vitali Diakov       |     |
| 19              | Hrvoje Milić        |     |
| 77              | Bastos              |     |
| 2               | Timofei Kalachev    |     |
| 4               | Dmitri Torbinski    | 55e |
| 9               | Guélor Kanga        |     |
| 84              | Alexandru Gațcan    |     |
| 11              | Aleksandr Boukharov | 65e |
| 14              | Dmitri Poloz        |     |
|                 |                     |     |
| Remplaçants :   |                     |     |
| 18              | Azim Fatoullaïev    | 55e |
| 7               | Georgi Gaboulov     | 66e |
|                 |                     |     |
| Entraîneur :    |                     |     |
| Miodrag Božović |                     |     |

| ·               |                      |     |
| Titulaires :    |                      |     |
|                 |                      |     |
| 35              | Igor Akinfeïev       |     |
| 2               | Mário Fernandes      |     |
| 4               | Sergueï Ignachevitch |     |
| 14              | Kirill Nababkine     |     |
| 24              | Vassili Bérézoutski  |     |
| 3               | Pontus Wernbloom     |     |
| 7               | Zoran Tošić          | 85e |
| 23              | Georgi Milanov       |     |
| 11              | Kirill Pantchenko    | 66e |
| 18              | Ahmed Musa           | 83e |
| 88              | Seydou Doumbia       |     |
|                 |                      |     |
| Remplaçants :   |                      |     |
| 17              | Vitinho              | 66e |
| 25              | Steven Zuber         | 83e |
| 23              | Dmitri Iefremov      | 85e |
|                 |                      |     |
| Entraîneur :    |                      |     |
| Leonid Sloutski |                      |     |

| ·               |                     |     |
| Titulaires :    |                     |     |
|                 |                     |     |
| 1               | Stipe Pletikosa     |     |
| 3               | Rouslan Abazov      |     |
| 5               | Vitali Diakov       |     |
| 19              | Hrvoje Milić        |     |
| 77              | Bastos              |     |
| 2               | Timofei Kalachev    |     |
| 4               | Dmitri Torbinski    | 55e |
| 9               | Guélor Kanga        |     |
| 84              | Alexandru Gațcan    |     |
| 11              | Aleksandr Boukharov | 65e |
| 14              | Dmitri Poloz        |     |
|                 |                     |     |
| Remplaçants :   |                     |     |
| 18              | Azim Fatoullaïev    | 55e |
| 7               | Georgi Gaboulov     | 66e |
|                 |                     |     |
| Entraîneur :    |                     |     |
| Miodrag Božović |                     |     |

### Statistiques
| Statistique    | CSKA | Rostov |
| -------------- | ---- | ------ |
| Buts marqués   | 3    | 1      |
| Tirs           | 17   | 6      |
| Tirs cadrés    | 7    | 3      |
| Possession     | 57%  | 43%    |
| Corners        | 8    | 2      |
| Fautes         | 13   | 29     |
| Hors-jeux      | 1    | 2      |
| Cartons jaunes | 2    | 3      |
| Cartons rouges | 0    | 2      |